# Ertuğrul Ersoy
Ertuğrul Ersoy (Gölcük, 13 februari 1997) is een Turks professioneel voetballer. Hij stroomde in 2013 door vanuit de jeugdopleiding van Bursaspor.

## Clubcarrière
Ersoy speelde van 2008 tot 2010 in de jeugdopleiding van Gölcükspor, waarna hij de overstap maakte naar die van Bursaspor. In 2013 tekende hij hier een contract tot medio 2016. In januari 2013 werd hij enkele maanden aan Yesil Bursa verhuurd. Hij maakte op 26 januari 2013 zijn debuut in het betaald voetbal, in een wedstrijd tegen Ankara Adliyespor. Hij speelde acht wedstrijden voor die club, waarna hij in juli 2013 terugkeerde naar Bursaspor. Hier maakte hij op 29 oktober 2014 zijn debuut, in de derde ronde van de Turkse voetbalbeker tegen Tepecik Belediyespor. Enkele dagen later maakte hij zijn Süper Lig-debuut. Gedurende het seizoen 2015/16 werd hij verhuurd aan Çaykur Rizespor.

## Interlandcarrière
Ersoy kwam uit voor verschillende Turkse jeugdelftallen. Hij debuteerde in 2018 in het Turks voetbalelftal.